# Yves Carbonne
Pour les articles homonymes, voir Carbonne (homonymie).
Yves Carbonne est un bassiste français né le 23 mai 1967[réf. nécessaire].

## Biographie

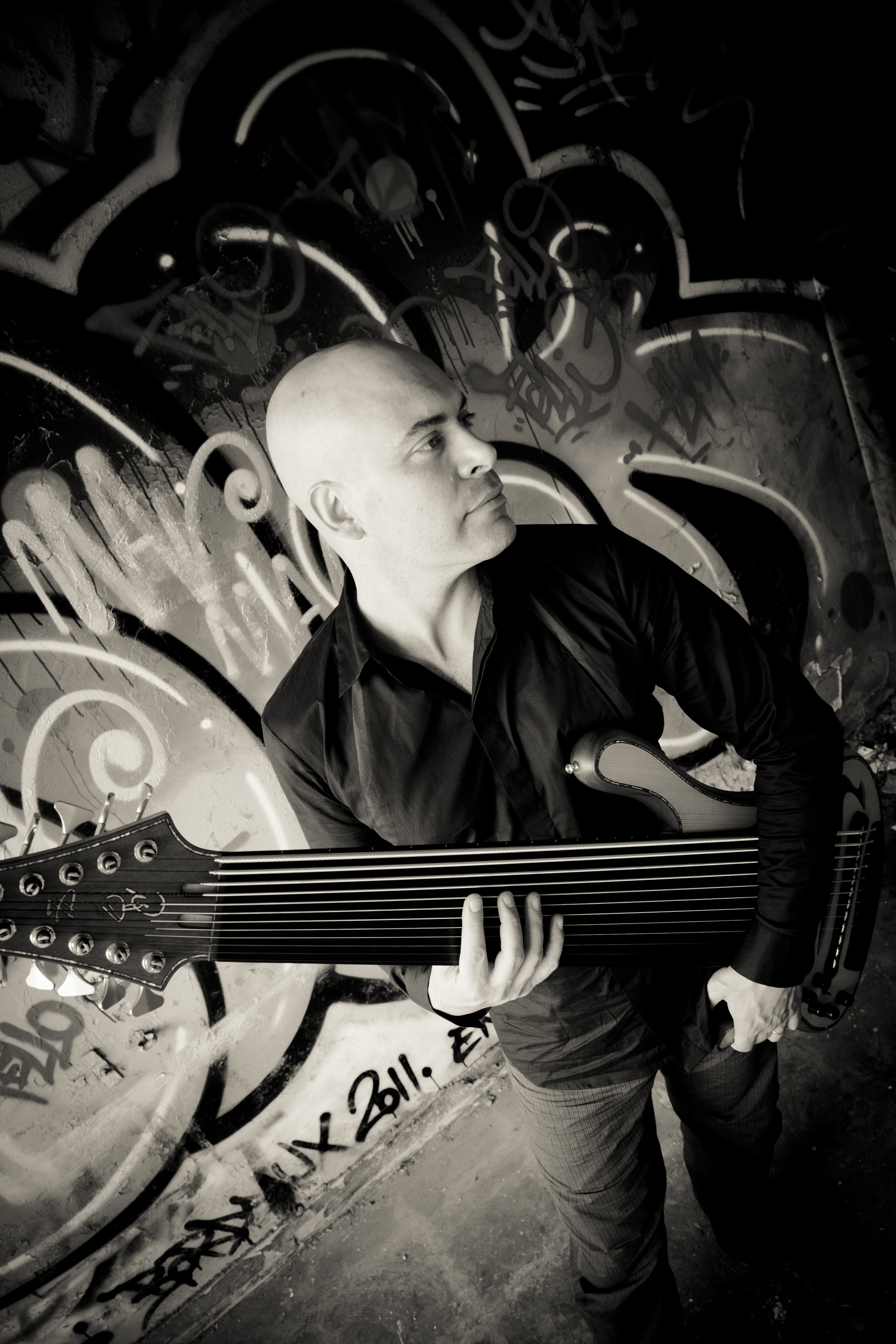
Yves Carbonne et sa Jerzy Drozd 12 cordes

Yves Carbonne a appris le piano classique à l'âge de 7 ans, puis à partir de l’âge de 13 ans, il a pratiqué la basse électrique en autodidacte, avant de devenir l’élève de Jack Tocah. Encouragé par son professeur, il a commencé à jouer sur une 5 cordes sans frettes avec un do aigu. À 17 ans, il a été l’élève de Tony Ballester et Laurent Cokelaere, puis plus tard d’Alain Caron et Dominique Di Piazza.
Sa carrière professionnelle a commencé à l’âge de 17 ans. Il est parti en tournée avec d’importants musiciens de jazz européens comme Bernard Lubat, qui a influencé son goût pour l'improvisation. À l'âge de 20 ans, son instrument principal était une 6 cordes sans frettes.
La recherche d'un son personnel et la passion de la lutherie l'ont amené dans les années 90 à travailler avec des luthiers pour développer ses propres conceptions concernant les instruments. Sa collaboration avec le luthier Christian Noguera a commencé en 1998, et celle avec Jerzy Drozd, en 2005.
En 2002, il a créé avec La Bella Strings le concept de contre basse , qui consiste à accorder une 4 cordes une octave plus bas que l'accordage standard. Yves Carbonne explique que selon lui cela sonne mieux et que c’est plus puissant que l’accord en F#. De plus cela obéit, explique-t-il, à la même logique que l'organisation des instruments à cordes dans l'orchestre symphonique : le violoncelle est accordé une octave en dessous de l'alto, et le do grave de la contrebasse à 5 cordes est accordé une octave en dessous du do grave du violoncelle.
En 2003, Il a fait réaliser sa basse Noguera à 8 cordes et la version fretless en 2004. C'est l'instrument qu’il utilise pour le morceau « Holy Spirit ». Jerzy Drozd, quant à lui, a fabriqué sa 10 cordes fretless en 2006 et sa première 12 cordes fretless en 2007.
En Janvier 2025, son talent de bassiste, son dernier album et sa contribution à l'univers de la basse sont honorés dans le numéro 11 de la revue anglaise Bass Review Magazine (papier et numérique) qui lui consacre la couverture, une interview et une chronique saluant de manière élogieuse son travail et son art.

## Technique de jeu
Yves Carbonne est connu pour être un des rares bassistes jouant sur des basses à 10 et 12 cordes, instruments qu’il a conçus avec Jerzy Drozd dans les années 2000. Il a aussi conçu avec Christian Noguera, dans les années 90, une gamme de modèles qui porte son nom, la série YC, qui se décline de 4 à 8 cordes. En 2015, il développe avec Jon Letts une basse à 2 cordes."En 2020, il concrétise son rêve d’une vraie basse acoustique avec Nico Dayet, instrument qui rentre dans le Top 10 des lecteurs de No Treble pour la section Bass of the Week.
Yves Carbonne aime utiliser le potentiel de l'octave inférieure ; la note la plus grave de sa 12 cordes est un B00, une octave en dessous du si grave normal sur une 5 ou 6 cordes. Il a dû développer une articulation très nette pour les deux mains, en raison de la masse de grosses cordes mises en jeu. Il a également déployé ses propres techniques d'accords et de mélodies. Il a aussi développé l'utilisation des ERB (basses à tessiture étendue) en tant qu'instruments à gamme complète.
Pratiquant sur ces instruments depuis 2003, sa technique aboutit à un son très personnel, considéré par certains comme fluide, apaisant, et d’une grande suavité.

## Discographie

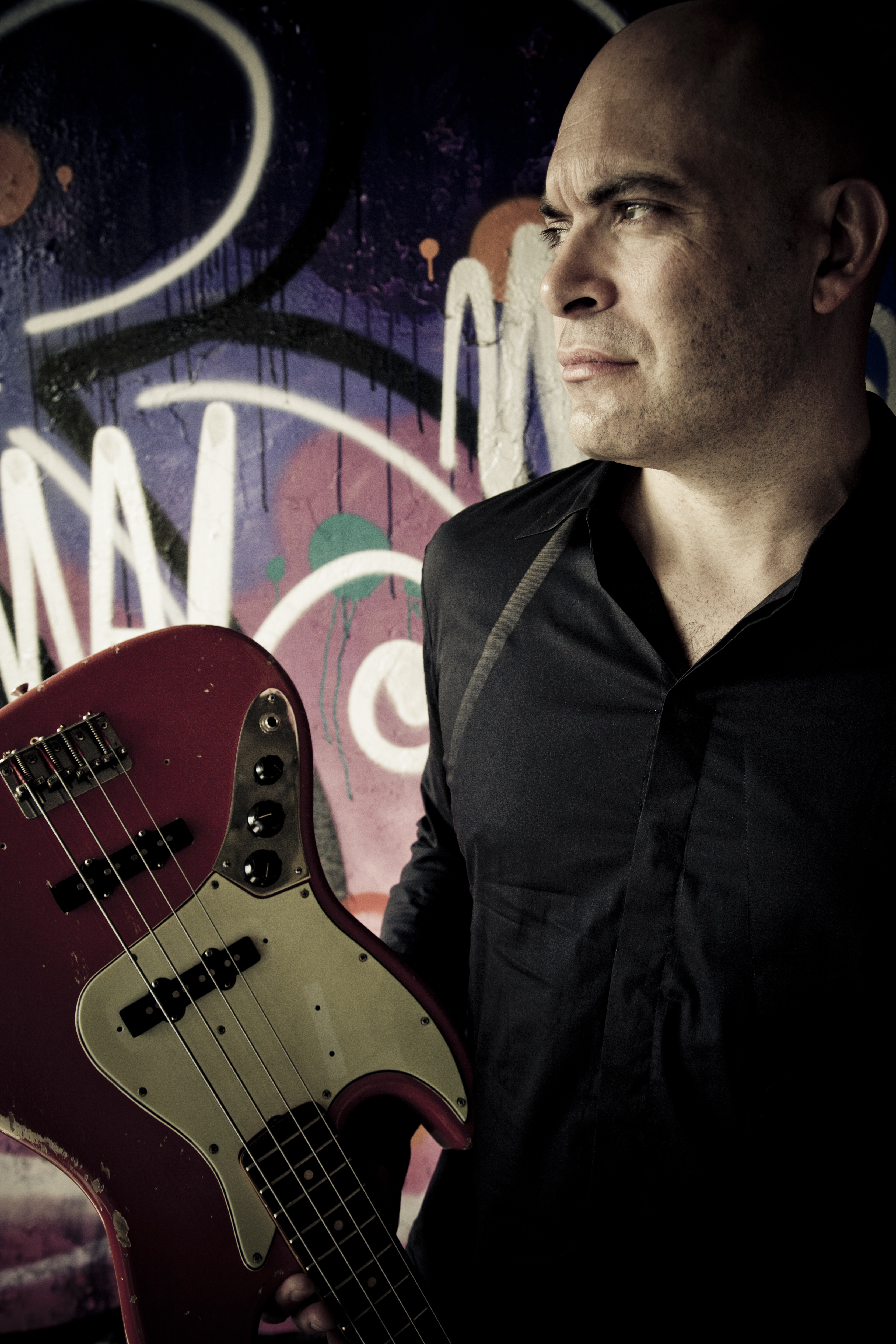
Yves Carbonne et sa Fender Jazz Fiesta Red pour gaucher de 1963

- Yves Carbonne et sa Fender Jazz Fiesta Red pour gaucher de 19632006 : The Fusion Project '
- 2005 : Carbonne-Di Piazza-Manring
- 2007 : Seven Waves
- 2009 : A Life
- 2019 : Beyond the Waves
- 2023 : Tales of the Reconstruction